# HGH1
HGH1 (англ. HGH1 homolog) – білок, який кодується однойменним геном, розташованим у людей на короткому плечі 8-ї хромосоми. Довжина поліпептидного ланцюга білка становить 390 амінокислот, а молекулярна маса — 42 129.
| 10         |  | 20         |  | 30         |  | 40         |  | 50         |
| ---------- |  | ---------- |  | ---------- |  | ---------- |  | ---------- |
| MGEAGAGAGA |  | SGGPEASPEA |  | EVVKLLPFLA |  | PGARADLQAA |  | AVRHVLALTG |
| CGPGRALLAG |  | QAALLQALME |  | LAPASAPARD |  | AARALVNLAA |  | DPGLHETLLA |
| ADPGLPARLM |  | GRALDPQWPW |  | AEEAAAALAN |  | LSREPAPCAA |  | LMAALAAAEP |
| ADSGLERLVR |  | ALCTPGYNAR |  | APLHYLAPLL |  | SNLSQRPAAR |  | AFLLDPDRCV |
| VQRLLPLTQY |  | PDSSVRRGGV |  | VGTLRNCCFE |  | HRHHEWLLGP |  | EVDILPFLLL |
| PLAGPEDFSE |  | EEMERLPVDL |  | QYLPPDKQRE |  | PDADIRKMLV |  | EAIMLLTATA |
| PGRQQVRDQG |  | AYLILRELHS |  | WEPEPDVRTA |  | CEKLIQVLIG |  | DEPERGMENL |
| LEVQVPEDVE |  | QQLQQLDCRE |  | QEQLERELAP |  | EPWVERATPT |  |            |

A: Аланін

C: Цистеїн

D: Аспарагінова кислота

E: Глутамінова кислота

F: Фенілаланін

G: Гліцин

H: Гістидин

I: Ізолейцин

K: Лізин

L: Лейцин

M: Метіонін

N: Аспарагін

P: Пролін

Q: Глутамін

R: Аргінін

S: Серин

T: Треонін

V: Валін

W: Триптофан

Кодований геном білок за функцією належить до фосфопротеїнів. 
Задіяний у такому біологічному процесі, як ацетилювання. 